# Zakaz karny
Zakaz karny – przepis prawa karnego, który w dyspozycji określa co najmniej jeden typ czynu zabronionego poprzez wskazanie jego znamion oraz przewiduje zagrożenie karne na wypadek ich wypełnienia.

## Występowanie
Zakazy karne są typowe dla stanowionego prawa karnego materialnego, występują w części szczególnej kodeksu karnego, kodeksu wykroczeń, kodeksu karnego skarbowego oraz w przepisach karnych ustaw szczególnych.

## Struktura zakazu karnego
Struktura zakazu karnego zgodnie z dwuczłonową koncepcją normy prawnej ma postać dwóch norm. Pierwszą z nich dyspozycja (norma sankcjonowana) pod postacią opisu hipotetycznej sytuacji zabronionej przez prawo np:
Kto zabija człowieka...
Drugim elementem jest zagrożenie karne, czyli sankcja karna (norma sankcjonująca). Zagrożenie karne określa karę kryminalną grożącą sprawcy czynu zabronionego opisanego w dyspozycji, np:
...polega karze pozbawienia wolności na czas nie krótszy od lat 12, karze 25 lat pozbawienia wolności albo karze dożywotniego pozbawienia wolności...

## Rodzaje dyspozycji

### Dyspozycje nazwowe
Podają one jedynie nazwę sankcjonowanego przestępstwa.
Kto kradnie z włamaniem podlega karze...
W niektórych krajach tego typu dyspozycje dominują w kodeksie karnym. To rozwiązanie jest charakterystyczne dla kodeksów rosyjskich. W obowiązującym polskim kodeksie karnym z 1997 r. należą do wyjątków.

### Dyspozycje złożone
Zawierają więcej niż jeden zespół znamion typu czynu zabronionego. Aby uznać sprawcę za winnego popełnienia przestępstwa, musi on wypełnić znamiona przynajmniej jednego czynu. Dyspozycje te są zbudowane na zasadzie alternatywy, np :
Kto cudzą rzecz niszczy, uszkadza lub czyni niezdatną do użytku, podlega karze...

### Dyspozycje syntetyczne
Podają w sposób ogólny cechy danego czynu zabronionego.
Jest to dominujący rodzaj dyspozycji we współczesnym polskim prawie karnym, np:
Kto nieumyślnie powoduje śmierć człowieka, podlega karze...
W ten sposób zakaz karny obejmuje wszystkie możliwe sposoby popełnienia tego przestępstwa.

### Dyspozycje kazuistyczne
Dyspozycje typowe dla dawnych kodyfikacji, ustawodawca stara się w nich szczegółowo opisać każdy możliwy przypadek czynu zabronionego. Istnieją dwa rodzaje dyspozycji kazuistycznych, pierwszym są dyspozycje kazuistyczne zamknięte posiadające określony katalog czynów zabronionych, np:
Kto zabiera, niszczy, uszkadza lub czyni niezdatnym do użytku element wchodzący w skład sieci wodociągowej, kanalizacyjnej, ciepłowniczej, elektroenergetycznej, gazowej, telekomunikacyjnej albo linii kolejowej, tramwajowej, trolejbusowej lub linii metra, powodując przez to zakłócenie działania całości lub części sieci albo linii podlega karze...
W przypadku dyspozycji kazuistycznych otwartych liczba stypizowanych czynów zabronionych nie jest całkowicie określona, np:
Kto powoduje ciężki uszczerbek na zdrowiu w postaci: pozbawienia człowieka wzroku, słuchu, mowy, zdolności płodzenia, innego ciężkiego kalectwa [...] podlega karze...

### Dyspozycje kauczukowe
Rodzaj nieprecyzyjnych dyspozycji, w małym stopniu definiujących czyn zabroniony. W tym przypadku istnieje duża dowolność interpretacji przepisów, np .
Kto działa na korzyść nieprzyjaciela albo na szkodę interesów bezpieczeństwa lub obronności Polskiej Rzeczypospolitej Ludowej lub państwa sprzymierzonego, podlega karze...

### Dyspozycje niezupełne
Typ dyspozycji niekompletnej, zależnej od innych przepisów. Występuje w formie odsyłającej – odsyłając konkretnie do innych przepisów tej samej lub innej ustawy. Istnieje również dyspozycja niezupełna blankietowa – nie wskazuje ona dokładnie przepisu do którego należy się odwołać, np :
Kto będąc odpowiedzialny za bezpieczeństwo i higienę pracy, nie dopełnia wynikającego stąd obowiązku i przez to naraża pracownika na bezpośrednie niebezpieczeństwo utraty życia albo ciężkiego uszczerbku na zdrowiu, podlega karze...
Odesłanie do kodeksu pracy jest w tym wypadku dorozumiane.

## Rodzaje zagrożeń karnych
- bezwzględnie nieoznaczone – nie wskazuje ani na rodzaj kary, ani na jej wysokość. Obecnie nie występuje, historycznie typowe dla prawa feudalnego, występowało np. w Constitutio Criminalis Carolina[15].
- bezwzględnie oznaczone – zwane sztywnymi, określają tylko jeden rodzaj i wysokość kary dla danego czynu zabronionego, nie pozostawiają wyboru sądowi. Powszechne w czasach rewolucji francuskiej oraz w islamskim prawie karnym. Polskim przykładem jest np. dekret PKWN z 31 sierpnia 1944 r., który dla zbrodniarzy hitlerowskich przewidywał wyłącznie karę śmierci[16].
- względnie oznaczone – zwane ramowymi, określają dolną i górną granicę zagrożenia karnego. O wysokości kary decyduje sąd. Obecnie najczęściej stosowane rozwiązanie[16].
- względnie nieoznaczone – rzadkie rozwiązanie, oparte na idei resocjalizacji sprawcy. Określony jest minimalny i maksymalny czas kary a jej trwanie jest ustalane podczas wykonywania kary, zależnie od stopnia zresocjalizowania skazanego. Rozwiązanie to jest spotykane np. w Stanach Zjednoczonych[17].
- wielorodzajowe – przewiduje więcej niż jedną karę. Jest zbudowane na zasadzie alternatywy. Rodzaj zastosowanej kary jest tu zależny od stopnia społecznej szkodliwości, np[18]:

Kto publicznie dopuszcza się nieobyczajnego wybryku, podlega karze aresztu, ograniczenia wolności, grzywny do 1 500 złotych albo karze nagany.